# CDテルエル
CDテルエル（Club Deportivo Teruel）は、スペイン・アラゴン州テルエルを本拠地とするサッカークラブ。2023-24シーズンはプリメーラ・フェデラシオンに所属している。

## 歴史
1954年にテルエル市内にあったいくつかのクラブが合併して設立された。1955-56シーズン終了後にさらにSDモンタニャネサを吸収したことで6部リーグから3部リーグにあたるテルセーラ・ディビシオンへの昇格が認められた。1970年代には地域リーグへ降格するなど、一時低迷していたが、1983-84シーズンに4部復帰以降は3部と4部を行き来するシーズンが続いている。

## タイトル

### 国内タイトル
- セグンダ・フェデラシオン : 1回
  - 2022-223

- テルセーラ・ディビシオン : 3回
  - 2000-01, 2009-10, 2017-18

### 国際タイトル
- なし

## 過去の成績
| シーズン | 部 | ディビジョン | 順位 | コパ・デル・レイ |
| -------- | -- | ------------ | ---- | ---------------- |
| 2000-01  | 4  | テルセーラ   | 1位  |                  |
| 2001-02  | 4  | テルセーラ   | 2位  | 1回戦敗退        |
| 2002-03  | 4  | テルセーラ   | 5位  |                  |
| 2003-04  | 4  | テルセーラ   | 9位  |                  |
| 2004-05  | 4  | テルセーラ   | 12位 |                  |
| 2005-06  | 4  | テルセーラ   | 15位 |                  |
| 2006-07  | 4  | テルセーラ   | 6位  |                  |
| 2007-08  | 4  | テルセーラ   | 3位  |                  |
| 2008-09  | 4  | テルセーラ   | 3位  |                  |
| 2009-10  | 4  | テルセーラ   | 1位  |                  |
| 2010-11  | 3  | セグンダB    | 12位 | 2回戦敗退        |
| 2011-12  | 3  | セグンダB    | 11位 |                  |
| 2012-13  | 3  | セグンダB    | 18位 |                  |
| 2013-14  | 4  | テルセーラ   | 2位  |                  |
| 2014-15  | 4  | テルセーラ   | 2位  | 2回戦敗退        |
| 2015-16  | 4  | テルセーラ   | 4位  |                  |
| 2016-17  | 4  | テルセーラ   | 5位  |                  |
| 2017-18  | 4  | テルセーラ   | 1位  |                  |
| 2018-19  | 3  | セグンダB    | 17位 | 1回戦敗退        |
| 2019-20  | 4  | テルセーラ   | 2位  |                  |

| シーズン | 部 | ディビジョン | 順位    | コパ・デル・レイ |
| -------- | -- | ------------ | ------- | ---------------- |
| 2020-21  | 4  | テルセーラ   | 1位/1位 | 1回戦敗退        |
| 2021-22  | 4  | セグンダRFEF | 4位     |                  |
| 2022-23  | 4  | 連盟2部      | 1位     | 1回戦敗退        |
| 2023-24  | 3  | 連盟1部      |         |                  |

- 1シーズン - プリメーラ・フェデラシオン（3部）
- 8シーズン - セグンダ・ディビシオン（3部）
- 2シーズン - セグンダ・フェデラシオン（4部）
- 43シーズン - テルセーラ・ディビシオン（4部）

## 歴代監督
- ラモン・カルデレ 2009-2011
- ビクトル・ブラボ 2020-

## 歴代所属選手
- ズハイル・フェダル 2010